# Tiéfora
Tiéfora est une commune rurale située dans le département de Tiéfora, dont elle est le chef-lieu, de la province de Comoé dans la région des Cascades au Burkina Faso.

## Géographie
La commune est traversée par la route nationale 11.

## Éducation et santé
La commune accueille un centre de santé et de promotion sociale (CSPS) tandis que le centre hospitalier régional (CHR) se trouve à Banfora.